# Lashinda Demus
Lashinda Monique Demus (Inglewood, 10 de março de 1983) é uma atleta norte-americana, campeã olímpica e mundial dos 400 metros com barreiras.
Foi campeã mundial dos 4x400 metros em Berlim 2009, e dos 400 metros com barreiras em Daegu 2011. Participou dos Jogos Olímpicos de Atenas 2004 na prova dos 400 m com barreiras, onde, na semifinal, correu exatamente o mesmo tempo da sua companheira de equipe Sheena Johnson, e 0,7s mais rápido que Brenda Taylor que se classificou na primeira semifinal, mas Demus teve o azar de correr na semifinal mais rápida. Seu quinto lugar não a fez avançar para a final.
Em 2011 obteve a marca de 52,47s nos 400 metros com barreiras, se tornando a terceira melhor atleta da história da prova. Apenas Yuliya Pechenkina e Melaine Walker haviam obtido marcas melhores até este momento.
Depois do título mundial em Daegu, ela ficou apenas com a medalha de bronze nos 400 m c/ barreiras em Moscou 2013, atrás da compatriota Dalilah Muhammad e da nova campeã mundial tcheca Zuzana Hejnová, medalha de bronze em Londres 2012.
Demus foi medalha de prata nos Jogos de Londres 2012. Em 2020, Natalya Antyukh, a russa vencedora daquela prova,  esteve entre quatro atletas russos acusados de doping por substâncias proibidas. A  Athletics Integrity Unit, órgão independente criado pela World Athletics em 2017 para combater o doping no atletismo, declarou que os casos eram baseados na investigação do escândalo de dopagem da Rússia feita em 2016 pela Agência Mundial Antidoping. Sua suspensão foi confirmada em 7 de abril de 2021 pelo Tribunal Arbitral do Esporte e ela pegou quatro anos de banimento, com todos os seus resultados a partir de junho de 2013 apagados e as medalhas ganhas no período confiscadas. A princípio, sua medalha de ouro olímpica foi mantida por ser anterior ao período inicial da suspensão. Entretanto, em outubro de 2022, dez anos e dois meses após a prova em Londres, todos os seus resultados esportivos entre julho de 2012 e julho de 2013 foram eliminados e sua medalha de ouro olímpica nos 400 m c/ barreiras confiscada. Em 2023, o Comitê Olímpico Internacional fez a realocação de medalhas dando a Demus a medalha de ouro e o título de campeã olímpica.